# Amir al-Mu'minin

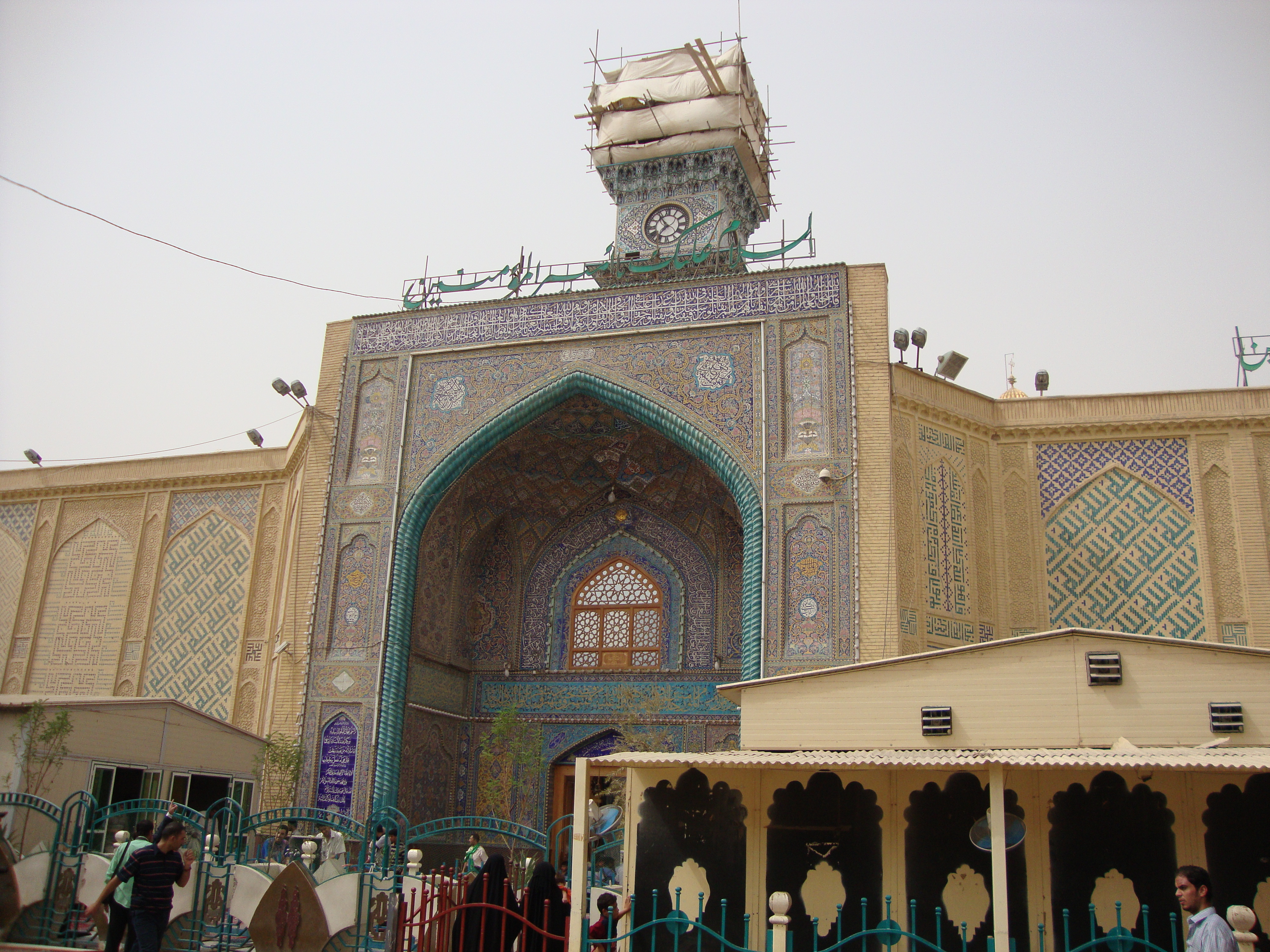
Vid Ali ibn Abi Talibs helgedom i Najaf står det "Frid vare med dig, å Amir al-Mu'minin" på arabiska.

Amir al-Mu'minin (arabiska: أَمِيْر ٱلْمُؤْمِنِيْن, Amīr al-Muʾminīn) är en arabisk titel som kan översättas till "De troendes befälhavare", eller "De troendes ledare". Det råder meningsskillnader mellan sunnimuslimer och shiamuslimer gällande vem som äger titeln. Enligt sunnimuslimer var den andra kalifen Umar ibn al-Khattab den första personen som använde den titeln. Bland shiamuslimer är den fjärde kalifen och förste shiaimamen Ali ibn Abi Talib känd som Amir al-Mu'minin, och det finns en hadith som citerar den islamiske profeten Muhammed att han gav Ali den titeln. Titeln anses då även vara exklusiv Ali. Umar ska (när han själv var kalif) ha beordrat att titeln "Profetens kalif" skulle bytas ut mot "Amir al-Mu'minin". Det har även rapporterats att Abdullah ibn Jahsh, profetens fasters son, var den första personen efter islams ankomst som kallades för Amir al-Mu'minin, år 2 AH, då han var befälhavare i räden i Nakhla.